# Sony Xperia E1
Sony Xperia E1 — смартфон компании Sony, выпущенный под брендом Xperia и под кодовым названием Falcon SS. Был представлен 14 января 2014 году вместе с Sony Xperia T2 Ultra.

## Описание
Sony Xperia E1 имеет TFT экран с разрешением 480x800 точек. Устройство основано на базе двухъядерного процессора Qualcomm Snapdragon 200 MSM8210. Имеет 512 мегабайт оперативной памяти и 4 гигабайта встроенной памяти, графический чип Adreno 302, слот для карты памяти MicroSD (до 32 гигабайт), GPS/ГЛОНАСС, одну камеру: тыльная (без автофокуса и вспышки, с 3 мегапикселей).

## Версия Android
Телефон выпускается с версией Android 4.3 Jelly Bean. Обновляется до Android 4.4.2 KitKat